# Anthony Clark
Pour les articles homonymes, voir A-One et Clark.
Anthony Clark (né à New York le 4 novembre 1964 et décédé 11 novembre 2001 à Paris, en France), mieux connu sous le nom d'artiste A-One, est un artiste et graffiteur américain.

## Biographie
Anthony Clark est né dans le quartier de Manhattan, New York, en 1964. S'adonnant au graffiti dans les rues de New York dès l'âge de six ans, ses parents, découvrant un talent certain chez leur fils, veulent le placer dans une école spécialisée mais il préfère continuer à se former dans la rue. En 1982, il participe aux côtés de Crash, Daze 8 et Freedom, à l'exposition South Bronx Show organisée par la galerie Fashion Moda et en 1984, il participe à la Biennale de Venise où il est le plus jeune artiste à être exposé.
De 1982 à 2001, il expose au moins une fois par an. En 1995, lors de la tournée française des Rolling Stones, il est choisi avec El 1, Futura 2000, JonOne, JayOne, Mode 2 et Sharp pour interpréter plastiquement la musique de ce groupe pour une exposition itinérante. Sa dernière apparition en France a lieu à la galerie du Jour, à Paris en octobre 2001, aux côtés de Ash, André, Fafi, Gemeqs, JayOne et Futura 2000.
Il décède le 11 novembre 2001 d'une rupture d'anévrisme à Paris où il s'était installé.

## Expositions notables
- 1987 : Beyond Words (Science and Symbiotics) (Fashion Moda, Bronx, NY, États-Unis)
- 1988 : New York Graffiti (Sammlung Ludwig, Aachen; Hans Metternich, Coblence, Allemagne)
- 1990 : Post-Graffiti / Fine Art (Federal Reserve Board Building, Washington, D.C.)
- 1990 :  Graffiti Art (Musée national des monuments français, Paris, France)
- 1991 : American Graffiti : A Survey (Liverpool Gallery, Bruxelles, Belgique)
- 1992 : Coming from the Subway / New York Graffiti Art (Musée de Groningue, Groningue, Pays-Bas)
- 2001 : Graffiti (galerie du jour Agnès B, Paris, France)
- 2004 : Gezeichnet Graffiti (Kunsthalle Darmstadt, Darmstadt, Allemagne)
- 2006 : When Aerosol Outlaws Became Insiders: Graffiti Art at the Brooklyn Museum (The Brooklyn Museum, Brooklyn, NY)
- 2007 : Il Futuro del Futurismo (GAMeC - Galleria d´Arte Moderna e Contemporanea di Bergamo (Bergamo, Italie)
- 2009 : Né dans la rue (Fondation Cartier pour l’art contemporain, Paris)
- 2010 : Galleria Salvatore + Caroline Ala (Milan (solo))
- 2017-2018 : Le musée du Graffiti (Paris, L'Aérosol - Maquis-Art Hall of Fame)